# Juan Bertomeu
Juan Bertomeu Bertomeu (Deltebre, Tarragona, 18 de septiembre de 1954) es un asesor fiscal y político español.

## Biografía
Nacido en el actual municipio tarraconense de Deltebre el 18 de septiembre de 1954, es diplomado en Asesoría Fiscal. En el ámbito político, ha sido alcalde de Deltebre por el Partido Popular entre 1996 y 2000, presidente del Consejo Comarcal de Bajo Ebro entre 1999 y 2003, vicepresidente de la Federación de Municipios de Cataluña entre 1995 y 2003 y diputado del Parlamento de Cataluña entre 2004 y 2011. Además, fue elegido diputado en las elecciones generales de 2000 por la circunscripción electoral de Tarragona pero abandonó el cargo en diciembre de 2003 y fue sustituido por María Dolores Compte Llusa. En las elecciones generales de 2011 fue elegido, de nuevo, diputado por Tarragona y siguió en el cargo hasta octubre de 2015.